# Edson Papo Furado
Edson Rodrigues Nascimento (Serra, 25 de março de 1939), mais conhecido como Edson Papo Furado ou Papito, é um sambista capixaba. Foi o primeiro intérprete da primeira escola de samba do estado, Unidos da Piedade, e um de seus fundadores, em 1955, compondo para ela vários sambas-enredo e gravando nove álbuns.
Edson já batia congo aos dez anos, quando se mudou para os arredores de Vitória. Na adolescência, chegou a ser dançarino de rock, mas sua vocação era o samba. Sua trajetória o levou a realizar shows no Rio de Janeiro, São Paulo, Bahia e Portugal.

## Honras
Edson participou do documentário Anjo Preto (2007), de Gui Castor, que retrata a história e trajetória da velha guarda do samba capixaba.
Em 2010, foi eleito como o Embaixador do Samba pelo projeto "Samba com Gentileza".
Em 2011, foi criado o bloco Arrastando Papo em homenagem ao sambista. No Carnaval de Vitória de 2015, Edson desfilou em um carro alegórico da Piedade em homenagem aos 60 anos da agremiação.
Em 2018, Edson foi um dos homenageados na sessão solene realizada na Assembleia Legislativa do Espírito Santo (Ales), sobre o Dia Nacional do Samba.